# 内閣府特命担当大臣（規制改革担当）
内閣府特命担当大臣（規制改革担当）（ないかくふとくめいたんとうだいじん きせいかいかくたんとう、英語: Minister of State for Regulatory Reform）は、日本の国務大臣。内閣府特命担当大臣の一つである。

## 概要
日本の内閣府に置かれる内閣府特命担当大臣の一つである。主として規制改革を所管する国務大臣である。内閣府にて規制改革を所管する組織としては内閣府の内部部局である規制改革推進室などが挙げられており、内閣府特命担当大臣（規制改革担当）は、これらの組織を担当する。
内閣府特命担当大臣のうち、内閣府特命担当大臣（防災担当）、内閣府特命担当大臣（沖縄及び北方対策担当）、内閣府特命担当大臣（金融担当）、内閣府特命担当大臣（消費者及び食品安全担当）の4大臣は、内閣府設置法により必置とされている。それに対して、他の内閣府特命担当大臣は必置とはされておらず、担当する諸課題により柔軟に設置できる。そのため、政権により増減や変動があり、その役職名は必ずしも一致しない。

## 歴代大臣
| 代                                                                | 氏名             | 氏名             | 内閣                               | 内閣                               | 就任日           | 退任日           | 党派             | 備考             |
| 規制改革担当大臣                                                  | 規制改革担当大臣 | 規制改革担当大臣 | 規制改革担当大臣                   | 規制改革担当大臣                   | 規制改革担当大臣 | 規制改革担当大臣 | 規制改革担当大臣 | 規制改革担当大臣 |
| ----------------------------------------------------------------- | ---------------- | ---------------- | ---------------------------------- | ---------------------------------- | ---------------- | ---------------- | ---------------- | ---------------- |
| 1                                                                 |                  | 橋本龍太郎       | 第2次森改造内閣 （中央省庁再編後） | 第2次森改造内閣 （中央省庁再編後） | 2001年4月1日     | 2001年4月26日    | 自由民主党       |                  |
| 2                                                                 |                  | 石原伸晃         | 第1次小泉内閣                      | 第1次小泉内閣                      | 2001年4月26日    | 2003年9月22日    | 自由民主党       |                  |
| 2                                                                 |                  | 石原伸晃         | 第1次改造内閣                      | 留任                               | 2001年4月26日    | 2003年9月22日    | 自由民主党       |                  |
| 内閣府特命担当大臣（規制改革担当）                                |                  |                  |                                    |                                    |                  |                  |                  |                  |
| 1                                                                 |                  | 金子一義         |                                    | 第2次改造内閣                      | 2003年9月22日    | 2003年11月19日   | 自由民主党       |                  |
| 2                                                                 | 第2次小泉内閣    | 第2次小泉内閣    | 2003年11月19日                     | 2004年9月27日                      | 再任             |                  | 自由民主党       |                  |
| 3                                                                 |                  | 村上誠一郎       |                                    | 改造内閣                           | 2004年9月27日    | 2005年9月21日    | 自由民主党       |                  |
| 4                                                                 | 第3次小泉内閣    | 第3次小泉内閣    | 2005年9月21日                      | 2005年10月31日                     | 再任             |                  | 自由民主党       |                  |
| 5                                                                 |                  | 中馬弘毅         |                                    | 改造内閣                           | 2005年10月31日   | 2006年9月26日    | 自由民主党       |                  |
| 6                                                                 |                  | 佐田玄一郎       | 第1次安倍内閣                      | 第1次安倍内閣                      | 2006年9月26日    | 2006年12月28日   | 自由民主党       |                  |
| 7                                                                 |                  | 渡辺喜美         | 第1次安倍内閣                      | 第1次安倍内閣                      | 2006年12月28日   | 2007年8月27日    | 自由民主党       |                  |
| 8                                                                 |                  | 岸田文雄         |                                    | 改造内閣                           | 2007年8月27日    | 2007年9月26日    | 自由民主党       |                  |
| 9                                                                 | 福田康夫内閣     | 福田康夫内閣     | 2007年9月26日                      | 2008年8月2日                       | 再任             |                  | 自由民主党       |                  |
| 10                                                                |                  | 与謝野馨         |                                    | 改造内閣                           | 2008年8月2日     | 2008年9月24日    | 自由民主党       |                  |
| 11                                                                |                  | 甘利明           | 麻生内閣                           | 麻生内閣                           | 2008年9月24日    | 2009年9月16日    | 自由民主党       |                  |
| （2009年9月の政権交代により廃止、2012年12月の政権交代により復活） |                  |                  |                                    |                                    |                  |                  |                  |                  |
| 12                                                                |                  | 稲田朋美         | 第2次安倍内閣                      | 第2次安倍内閣                      | 2012年12月26日   | 2014年9月3日     | 自由民主党       |                  |
| 13                                                                |                  | 有村治子         |                                    | 改造内閣                           | 2014年9月3日     | 2014年12月24日   | 自由民主党       |                  |
| 14                                                                | 第3次安倍内閣    | 第3次安倍内閣    | 2014年12月24日                     | 2015年10月7日                      | 再任             |                  | 自由民主党       |                  |
| 15                                                                |                  | 河野太郎         |                                    | 第1次改造内閣                      | 2015年10月7日    | 2016年8月3日     | 自由民主党       |                  |
| 16                                                                |                  | 山本幸三         |                                    | 第2次改造内閣                      | 2016年8月3日     | 2017年8月3日     | 自由民主党       |                  |
| 17                                                                |                  | 梶山弘志         |                                    | 第3次改造内閣                      | 2017年8月3日     | 2017年11月1日    | 自由民主党       |                  |
| 18                                                                | 第4次安倍内閣    | 第4次安倍内閣    | 2017年11月1日                      | 2018年10月2日                      | 再任             |                  | 自由民主党       |                  |
| 19                                                                |                  | 片山さつき       |                                    | 第1次改造内閣                      | 2018年10月2日    | 2019年9月11日    | 自由民主党       |                  |
| 20                                                                |                  | 北村誠吾         |                                    | 第2次改造内閣                      | 2019年9月11日    | 2020年9月16日    | 自由民主党       |                  |
| 21                                                                |                  | 河野太郎         | 菅義偉内閣                         | 菅義偉内閣                         | 2020年9月16日    | 2021年10月4日    | 自由民主党       |                  |
| 22                                                                |                  | 牧島かれん       | 第1次岸田内閣                      | 第1次岸田内閣                      | 2021年10月4日    | 2021年11月10日   | 自由民主党       |                  |
| 23                                                                | 第2次岸田内閣    | 第2次岸田内閣    | 2021年11月10日                     | 2022年8月10日                      | 再任             |                  | 自由民主党       |                  |
| 24                                                                |                  | 岡田直樹         |                                    | 第1次改造内閣                      | 2022年8月10日    | 2023年9月13日    | 自由民主党       |                  |
| 25                                                                |                  | 河野太郎         | 第2次改造内閣                      | 2023年9月13日                      | 2024年10月1日    |                  | 自由民主党       |                  |
| 26                                                                |                  | 平将明           | 第1次石破内閣                      | 第1次石破内閣                      | 2024年10月1日    | 2024年11月11日   | 自由民主党       |                  |
| 27                                                                | 第2次石破内閣    | 第2次石破内閣    | 2024年11月11日                     |                                    | 再任             |                  | 自由民主党       |                  |

- 内閣府特命担当大臣は複数名を任命することがあるため、通常は代数の表記は行わない。ただし、本表ではわかりやすさに配慮し、代数の欄を便宜上設けた。
- 辞令のある再任は就任日を記載し、辞令のない留任は就任日を記載しない。
- 党派の欄は、就任時、または、内閣発足時の所属政党を記載した。
- 第1次小泉第1次改造内閣までは「規制改革担当大臣」と呼称されており、役職名の表記に差異はあるが、法的には同質であり、便宜上記載した。